# Ubaí
Ubaí este un oraș în Minas Gerais (MG), Brazilia.